# يوسف كارو
يوسف بن إفرايم كارو، (بالعبرية: יוסף קארו‏) (1488 - 24 مارس 1575 / 13 نيسان 5335 عبري)، هو حاخام ومفكر يهودي، مؤلف لأكبر مؤلَف في القانون اليهودي «شولحان عاروخ»، الذي لا يزال معتمدًا في أدبيات اليهود فيما يتعلق بمجتمعاتهم حتى الآن.

## سيرته
ولد يوسف كارو في طليطلة في عام 1488، وفي عام 1492 فرت عائلته من إسبانيا وبقية يهود إسبانيا نتيجة لمرسوم الحمراء واستقرت في مملكة البرتغال، ثم طُرد اليهود من البرتغال في عام 1497، ودعا العثمانيون اليهود إلى الاستقرار داخل الدولة العثمانية. وذهب كارو مع والديه إلى نيقوبوليس.
قرر يوسف السفر إلى ما يُسميه اليهود «أرض الميعاد»، والتقى كبير القباليين يوسف تايتازاك. وواصل رحلته إلى الأراضي المقدسة عبر مصر واستقر في نهاية المطاف في صفد.
في صفد التقى يعقوب برب، وعُين عضوًا في المحكمة الحاخامية. وأنشأ يشيفا حيث قام بتدريس التوراة لأكثر من 200 طالب.
عندما توفي يعقوب برب كان كارو بمثابة خليفته، ورأس محكمة صفد الحاخامية. وبحلول الوقت أصبحت المحكمة الحاخامية في صفد المحكمة الحاخامية المركزية في كل من يشوب قديم.

## روابط خارجية
- يوسف كارو على موقع الموسوعة البريطانية (الإنجليزية)